# Sorbus cashmiriana
Sorbus cashmiriana är en rosväxtart som beskrevs av Johan Teodor Hedlund. Sorbus cashmiriana ingår i släktet oxlar, och familjen rosväxter. Utöver nominatformen finns också underarten S. c. aitchisonii.